# Aremfoxia
Genre
Aremfoxia est un genre de papillons de la famille des Nymphalidae et de la sous-famille des Danainae qui ne comprend qu'une seule espèce Aremfoxia ferra.

## Dénomination
Le genre Aremfoxia a été créé par Herman G. Real en 1971.

## Liste d'espèces
Selon BioLib (8 avril 2021) :
- Aremfoxia ferra (Haensch, 1909) qui se rencontre le long de la côte Pacifique de l'Amérique du Sud, en Bolivie et au Pérou[2].